# Solva nigricoxis
Solva nigricoxis är en tvåvingeart som beskrevs av Günther Enderlein 1921. Solva nigricoxis ingår i släktet Solva och familjen lövträdsflugor. Inga underarter finns listade i Catalogue of Life.